# Tetewen (gmina)
Tetewen (bułg. Община Тетевен) – gmina w północnej Bułgarii, w obwodzie Łowecz.

## Miejscowości
Miejscowości wchodzące w skład gminy Tetewen:
- Babinci (bułg.: Бабинци),
- Byłgarski izwor (bułg.: Български извор),
- Czerni Wit (bułg.: Черни Вит),
- Diwczowoto (bułg.: Дивчовото),
- Gałata (bułg.: Галата),
- Głogowo (bułg.: Глогово),
- Głożene (bułg.: Гложене),
- Golam izwor (bułg.: Голям извор),
- Gradeżnica (bułg.: Градежница),
- Małka Żelazna (bułg.: Малка Желязна),
- Ribarica (bułg.: Рибарица),
- Tetewen (bułg.: Тетевен) − siedziba gminy,
- Wasilowo (bułg.: Васильово).